# Nessuno vive per sempre
Nessuno vive per sempre (Nobody Lives Forever) è la quinta avventura di James Bond firmata da John Gardner.

## Trama
James Bond si è preso qualche giorno di ferie che trascorre guidando la Bentley per recuperare la sua anziana governante, ricoverata in una clinica di Salisburgo per le complicazioni di una polmonite.

Già sul traghetto per Ostense la vacanza è turbata da un incidente: due uomini cadono in acqua e restano uccisi tra le eliche. Quindi, ad un distributore di benzina, salva la principessa Sukie Tempesta dall'aggressione di due teppisti.

Arriva sul Lago Maggiore proprio quando è assassinato un mafioso. Nel ramo ticinese del lago reincontra Sukie e cena con lei. Durante la cena viene raggiunto da Steve Quinn, l'emissario del Servizio Segreto in Italia che gli ordina di sospendere la vacanza in quanto il Servizio ha scoperto che è in corso una gara tra le principali società terroristiche mondiali per ucciderlo. La taglia è predisposta dal colonnello Tamil Rahani, duramente menomato dopo l'ultimo incontro con Bond.

In seguito riceve una telefonata dalla clinica di Salisburgo che gli comunica che May e una sua ospite, Moneypenny, sono state rapite.

Sospettoso di Sukie Tempesta, decide di minacciarla con una pistola e portare lei e la sua guardia del corpo Tata con sé in viaggio per Salisburgo. Lungo la strada i tre sono aggrediti e Tata lo aiuta ad eliminare gli attentatori. L'ispettore di polizia Osten li porta con sé per cercare di intascare la taglia, ma viene ucciso anche lui.

Una volta giunto nella città austriaca, i rapitori contattano 007 e gli ordinano di farsi trovare al Golden Hirsch Hotel. L'agente si reca nell'albergo con Sukie e viene assalito da un pipistrello vampiro. Decide di avviare le indagini per conto proprio recandosi nella casa del titolare della clinica dove scopre che è in combutta con Steve Quinn per l'organizzazione del rapimento e che le donne si trovano a Key West.

Bond sale sull'aereo per Miami ma è preso da Steve Quinn che lo imprigiona su una barca dove viene liberato da Tata. La donna però lo ha liberato solo per portarlo sull'Isola dello Squalo dove lo attende, immobilizzato su un letto, Tamil Rahani con l'intenzione di ghigliottinarlo.

007 riesce a ghigliottinare Tata ed incendia il letto del capo della nuova SPECTRE. Quindi, tra le fiamme che avvolgono l'edificio, riesce a liberare May e Moneypenny e viene a sua volta salvato da un commando organizzato da Sukie Tempesta.

### Personaggi principali
- James Bond
- colonnello Tamil Rahani, capo della nuova SPECTRE.
- principessa Sukie Tempesta, nobile italiana.
- Tata, guardia del corpo.
- May, domestica di James Bond.
- Moneypenny, segretaria di M.
- Steve Quinn, emissario del Servizio Segreto in Italia.

## Opere collegate
- La trama di questo libro è il seguito del romanzo Ruolo d'onore.

## Edizioni
- John Gardner, Nessuno vive per sempre, traduzione di Giuseppe Settanni, collana Segretissimo, Arnoldo Mondadori Editore, 1996,  p. 222.